# فيوميتشينو
فيوميتشينو (بالإيطالية: Fiumicino)‏ مدينة وسط إيطاليا ، في مقاطعة روما ضمن إقليم لاتسيو ، شمال دلتا نهر التيفيري على ساحل البحر التيراني ، كانت تعد جزء من مدينة روما حتى عام 1992 م ، وهي موقع لأحد أكبر مطارات العالم مطار ليوناردو دا فينشي ، عدد سكانها 60.507 نسمة .

## توأمة
لفيوميتشينو اتفاقيات توأمة مع:
- هوايان (7 سبتمبر 2015 - )

## أعلام
- فرانكو جيتي
- جيوفاني غراسي